# Байсарова, Лайсат
Лайсат Байсарова (1920 — 2005) — народная мстительница, национальный герой чеченского народа, бывшая член коммунистической партии. Стала мстить НКВД после того, как советские власти депортировали её ребёнка, родителей, свекровь и близких родственников, и попросили помочь с агитацией в депортации чеченского и ингушского народов. Является чеченкой по национальности.
Скрываясь в горах Кавказа с 1944 по 1957 год, в период изгнания своего народа, она убила нескольких чекистов, предварительно обучившись стрельбе. После реабилитации чеченцев и ингушей и возвращении их на родину она прекратила свою деятельность и переправилась через горы в Грузинскую ССР.

## Биография
23 февраля 1944 года, в день начала операции «Чечевица» по депортации чеченцев и ингушей, в отряд Х. Исраилова пришли супруги Байсаровы — Ахметхан и Лайсат — молодые партийные работники, которым НКВД безоговорочно доверяло. Лайсат Байсарова, в работала первым секретарем Итум-Калинского райкома ВЛКСМ. В знак протеста против депортации чеченского и ингушского народа —Ахметхан и Лайсат Байсаровы решили начать вооруженную борьбу. Чтобы добиться доверия у Х. Исраилова, они напали на спецгруппу НКВД на мосту через р. Шаро-Аргун. Байсаровы захватили спецпакет для гарнизона Химоя — шифрокоды для радистов и пароли на месяц. Байсаровы во время нападения, убив лейтенанта НКВД и женщину-писаря, стали «повязаны кровью» с повстанцами, Однако Х. Исраилову это было уже не нужно.
О личной трагедии, Лайсат Байсарова говорила следующие:

— я не говорила умышленно, чтобы не подумали, что мстила, до сих пор мщу и, пока жива, мстить буду за себя, за свое горе. Это не так, хотя и оно в немалой степени способствовало моему резкому разрыву с коммунистической партией, с советской властью.
— Я ведь годовалого сына лишилась. Моего нежного, красивого, долгожданного малыша. Его не стало в первый же день депортации, 23 февраля 44-го года. Моего маленького Шамиля вместе с растившей его матерью Ахметхана советские государственные бандиты увезли в неизвестном направлении, хотя клятвенно заверяли, что моего ребенка не тронут, а вместе с ним обещали пощадить и его бабушку, которая няньчила, лелеяла любимого внука… Выселили, загубили в пути на каторгу и моих родителей: папу и маму, которые в Галашках в школе учили детей уму-разуму. Неизвестно, где пропали также мои четыре брата и три сестры.

А мужа своего, прекрасного, сильного, доброго Ахметхана я потеряла в неравной схватке с окружившими нас в Мойсты чекистами в сентябре сорок четвертого. Мы уложили тогда не одного карателя. Страшный был день, он оставил в моём сердце незаживающую рану, а на лбу – вот эту отметину.— Лайсат Байсарова